# 青野天悠
青野 天悠（あおの てんゆう、1991年9月12日 - ）は、日本のラグビー選手。

## プロフィール
- 大阪府[1]大阪市出身。
- ポジションはロック(LO)。
- 身長 190cm、体重 97kg

## 来歴
ラグビーは小学2年生から始めた。
2010年、都島工業高校卒業後、天理大学に入る。
2014年、天理大学卒業後、ヤマハ発動機ジュビロに加入。
2017年、ヤマハ発動機ジュビロを退団した。